# Different Gear, Still Speeding
Different Gear, Still Speeding é o primeiro álbum de estúdio da banda Beady Eye. Foi lançado dia 28 de Fevereiro de 2011. Foi lançado em vinil duplo, CD/DVD Deluxe e Simples.

## Faixas
Todas as letras escritas por Liam Gallagher, Andy Bell e Gem Archer. 
| N.º | Título                              | Duração |  |
| 1.  | "Four Letter Word"                  | 4:17    |  |
| 2.  | "Millionaire"                       | 3:19    |  |
| 3.  | "The Roller"                        | 3:34    |  |
| 4.  | "Beatles and Stones"                | 2:56    |  |
| 5.  | "Wind Up Dream"                     | 3:27    |  |
| 6.  | "Bring the Light"                   | 3:39    |  |
| 7.  | "For Anyone"                        | 2:15    |  |
| 8.  | "Kill for a Dream"                  | 4:39    |  |
| 9.  | "Standing On the Edge of the Noise" | 2:52    |  |
| 10. | "Wigwam"                            | 6:39    |  |
| 11. | "Three Ring Circus"                 | 3:09    |  |
| 12. | "The Beat Goes On"                  | 4:45    |  |
| 13. | "The Morning Son"                   | 6:03    |  |

| Faixas bônus iTunes |                                               |         |  |
| N.º                 | Título                                        | Duração |  |
| 14.                 | "Man of Misery"                               | 2:38    |  |
| 15.                 | "Sons of the Stage" (Cover de World of Twist) | 4:46    |  |

| Faixas bônus Japão |                                               |         |  |
| N.º                | Título                                        | Duração |  |
| 14.                | "Sons of the Stage" (Cover de World of Twist) | 4:46    |  |
| 15.                | "World Outside My Room"                       | 4:20    |  |

## Tabelas musicais
| Paradas (2011)                      | Melhor posição |
| ----------------------------------- | -------------- |
| Alemanha (Media Control Charts)     | 15             |
| Alemanha (Independent Chart)        | 5              |
| Austrália (ARIA Charts)             | 18             |
| Áustria Albums Chart                | 14             |
| Bélgica (Ultratop 50)               | 14             |
| Bélgica (Ultratop 40)               | 20             |
| Canadá (Canadian Albums Chart)      | 20             |
| Coreia do Sul (Gaon Chart)          | 12             |
| Croácia                             | 15             |
| Dinamarca (Tracklisten)             | 27             |
| Escócia (Scottish Albums Chart)     | 2              |
| Espanha (PROMUSICAE)                | 13             |
| Finlândia (Suomen virallinen lista) | 20             |
| França (SNEP)                       | 32             |
| Irlanda (IRMA)                      | 3              |
| Itália (FIMI)                       | 10             |
| Japão (Oricon)                      | 5              |
| México (AMPF)                       | 45             |
| Nova Zelândia (RIANZ)               | 35             |
| Noruega (VG-lista)                  | 30             |
| Países Baixos (MegaCharts)          | 7              |
| Suécia (Sverigetopplistan)          | 34             |
| Suíça (Schweizer Hitparade)         | 7              |
| Reino Unido (UK Albums Chart)       | 3              |
| Estados Unidos (Billboard 200)      | 31             |